# Liste der Fahnenträger der nordkoreanischen Mannschaften bei Olympischen Spielen
Die Liste der Fahnenträger der nordkoreanischen Mannschaften bei Olympischen Spielen listet chronologisch alle Fahnenträger nordkoreanischer Mannschaften bei den Eröffnungsfeiern Olympischer Spiele auf.

## Liste der Fahnenträger
| Mannschaft             | Veranstaltung | Fahnenträger (EF)             | Fahnenträger (AF)           |
| ---------------------- | ------------- | ----------------------------- | --------------------------- |
| 1964 in Innsbruck      | Winterspiele  |                               |                             |
| 1972 in Sapporo        | Winterspiele  |                               |                             |
| 1972 in München        | Sommerspiele  | Kim Man-dok (Offizieller)     |                             |
| 1976 in Montreal       | Sommerspiele  |                               |                             |
| 1980 in Moskau         | Sommerspiele  |                               |                             |
| 1984 in Sarajevo       | Winterspiele  | Im Ri-bin                     |                             |
| 1988 in Calgary        | Winterspiele  | Im Ri-bin                     |                             |
| 1992 in Albertville    | Winterspiele  |                               |                             |
| 1992 in Barcelona      | Sommerspiele  |                               |                             |
| 1996 in Atlanta        | Sommerspiele  | Chae Ra-u (Offizieller)       |                             |
| 1998 in Nagano         | Winterspiele  | Yun Chol                      |                             |
| 2000 in Sydney         | Sommerspiele  | Pak Jung-chul (Offizieller) 1 |                             |
| 2004 in Athen          | Sommerspiele  | Kim Song-ho (Offizieller) 1   | Kim Song-ho (Offizieller) 1 |
| 2006 in Turin          | Winterspiele  | Han Jong-in 1                 | Han Jong-in                 |
| 2008 in Peking         | Sommerspiele  | Pang Mun-il (Offizieller)     | Pak Hyon-suk                |
| 2010 in Vancouver      | Winterspiele  | Ri Song-chol                  | Ri Song-chol                |
| 2012 in London         | Sommerspiele  | Pak Song-chol                 | Ri Jong-myong               |
| 2016 in Rio de Janeiro | Sommerspiele  | Jon Wi-choe                   | Yun Won-chol                |
| 2018 in Pyeongchang    | Winterspiele  | Hwang Chung-gum 1             | Kim Ju-sik                  |
| 2024 in Paris          | Sommerspiele  | Mun Song-hui                  | Kim Mi-rae                  |
| 2024 in Paris          | Sommerspiele  | Im Yong-myong                 | Ri Se-ung                   |

Anmerkung: (EF) = Eröffnungsfeier, (AF) = Abschlussfeier

## Statistik
| Rang    | Sportart       | EF | AF | ∑  |
| ------- | -------------- | -- | -- | -- |
| 1       | Offizieller    | 5  | 1  | 6  |
| 2       | Ringen         | 0  | 3  | 3  |
| 3       | Gewichtheben   | 2  | 0  | 2  |
| 3       | Wasserspringen | 1  | 1  | 2  |
| 5       | Judo           | 1  | 0  | 1  |
| 5       | Leichtathletik | 1  | 0  | 1  |
| Gesamt: | Gesamt:        | 10 | 5  | 15 |

| Rang    | Sportart       | EF | AF | ∑ |
| ------- | -------------- | -- | -- | - |
| 1       | Eiskunstlauf   | 2  | 3  | 5 |
| 2       | Eisschnelllauf | 2  | 0  | 2 |
| 3       | Eishockey      | 1  | 0  | 1 |
| 3       | Shorttrack     | 1  | 0  | 1 |
| Gesamt: | Gesamt:        | 6  | 3  | 9 |

| Rang    | Sportart       | EF | AF | ∑  |
| ------- | -------------- | -- | -- | -- |
| 1       | Offizieller    | 5  | 1  | 6  |
| 2       | Eiskunstlauf   | 2  | 3  | 5  |
| 3       | Ringen         | 0  | 3  | 3  |
| 3       | Eisschnelllauf | 2  | 0  | 2  |
| 3       | Gewichtheben   | 2  | 0  | 2  |
| 3       | Wasserspringen | 1  | 1  | 2  |
| 7       | Eishockey      | 1  | 0  | 1  |
| 7       | Judo           | 1  | 0  | 1  |
| 7       | Leichtathletik | 1  | 0  | 1  |
| 7       | Shorttrack     | 1  | 0  | 1  |
| Gesamt: | Gesamt:        | 16 | 8  | 24 |